# شتوی‌جات
شَتَوی‌جات (به فارسی: میوه‌های زمستانی) در اصطلاح به‌معنی غله یعنی گندم و جو به‌کار می‌رود؛ مقابل صیفی و صیفی‌جات که بر تره‌بار گفته می‌شود. در زبان عربی، واژهٔ شَتَوی به‌معنی زمستانی است (در مقابل صیفی که منسوب به تابستان است).